# Liste de personnalités enterrées au cimetière Mont-Royal
 (juillet 2020).
Si vous disposez d'ouvrages ou d'articles de référence ou si vous connaissez des sites web de qualité traitant du thème abordé ici, merci de compléter l'article en donnant les références utiles à sa vérifiabilité et en les liant à la section « Notes et références ».
Liste de personnalités enterrées ou ayant été enterrées au cimetière Mont-Royal à Montréal au Québec, Canada.
| Nom           | Libellé                              | Lieu de naissance                   | Date de naissance | Lieu de mort                      | Date de mort |
| ------------- | ------------------------------------ | ----------------------------------- | ----------------- | --------------------------------- | ------------ |
| Abbott        | John Abbott                          | Saint-André-d'Argenteuil            | 1821-03-12        | Montréal                          | 1893-10-30   |
| Allan         | Hugh Allan                           | Saltcoats                           | 1810-09-29        | Édimbourg                         | 1882-12-09   |
| Allan         | Hugh Montagu Allan                   | Montréal                            | 1860-10-13        | Montréal                          | 1951-09-26   |
| Allison       | James Barnett Allison                | Monaghan                            | 1880-06-28        | Montréal                          | 1907-03-31   |
| Angus         | Richard Bladworth Angus              | Bathgate                            | 1831-05-28        | Senneville                        | 1922-09-17   |
| Beaugrand     | Honoré Beaugrand                     | Lanoraie                            | 1848-03-24        | Montréal                          | 1906-10-07   |
| Benson        | William Thomas Benson (en)           | Kendal                              | 1824-04-20        | Comtés unis de Leeds et Grenville | 1885-06-08   |
| Bickerdike    | Robert Bickerdike                    | Kingston                            | 1843-08-17        | Lachine                           | 1928-12-28   |
| Birks         | Henry Birks                          | Montréal                            | 1840-11-30        | Montréal                          | 1928-04-28   |
| Calder        | Frank Calder                         | Bristol                             | 1877-11-17        | Montréal                          | 1943-02-04   |
| Caverhill     | George Caverhill                     | Beauharnois                         | 1858-10-18        | Montréal                          | 1937-06-07   |
| Chambers      | Egan Chambers                        | Montréal                            | 1921-03-22        |                                   | 1994-05-05   |
| Chiniquy      | Charles Chiniquy                     | Kamouraska                          | 1809-07-30        | Montréal                          | 1899-01-16   |
| Clark-Kennedy | William Clark-Kennedy                | Dumfries and Galloway               | 1879-03-08        | Montréal                          | 1961-10-25   |
| Colton        | Howard Colton Stone                  | Northampton                         | 1860              | Montréal                          | 1918-02      |
| Currie        | Arthur Currie                        | Strathroy-Caradoc                   | 1875-12-05        | Montréal                          | 1933-11-30   |
| Dawson Mercer | George Mercer Dawson                 | Pictou                              | 1849-08-01        | Ottawa                            | 1901-03-02   |
| Dawson        | John William Dawson                  | Pictou                              | 1820-10-13        | Montréal                          | 1899-11-19   |
| Doutre        | Joseph Doutre                        | Beauharnois                         | 1825-03-11        | Montréal                          | 1886-02-03   |
| Dow           | William Dow                          | Écosse                              | 1800-03-27        | Montréal                          | 1868-12-07   |
| Drummond      | George Alexander Drummond            | Édimbourg                           | 1829-10-11        | Montréal                          | 1910-02-02   |
| Drummond      | William Henry Drummond (en)          | Mohill                              | 1854-04-13        | Cobalt                            | 1907-04-06   |
| DuPorte       | Ernest Melville DuPorte (en)         | Niévès                              | 1891-10-24        | Montréal                          | 1981-07-31   |
| Dunning       | Charles Avery Dunning                | Croft                               | 1885-07-31        | Montréal                          | 1958-10-02   |
| Far           | Sui Sin Far                          | Macclesfield                        | 1865-03-15        | Montréal                          | 1914-04-07   |
| Ferron        | Marcelle Ferron                      | Louiseville                         | 1924-01-29        | Montréal                          | 2001-11-19   |
| Frosst        | Charles Frosst (en)                  | Richmond                            | 1867              | Montréal                          | 1948         |
| Galt          | Alexander Tilloch Galt               | Chelsea                             | 1817-09-06        | Montréal                          | 1893-09-19   |
| Ganetakos     | George Ganetakos                     | Grèce                               | 1879              | Montréal                          | 1955-06-09   |
| Gates         | Horatio Gates                        | Barre (Massachusetts)               | 1777-10-30        | Montréal                          | 1834-04-11   |
| Gerrard       | Samuel Gerrard (en)                  | Irelande                            | 1767              | Montréal                          | 1857-03-24   |
| Girdwood      | Gilbert Girdwood (en)                | Paddington                          | 1832-10-22        | Montréal                          | 1917-10-02   |
| Graham        | Hugh Graham                          | Hinchinbrooke                       | 1848-07-18        | Montréal                          | 1938-01-28   |
| Harvey        | Jean-Charles Harvey                  | La Malbaie                          | 1891-11-10        | Montréal                          | 1967-01-03   |
| Harwood       | Louis de Lotbiniere-Harwood (en)     | Québec                              | 1866              | Montréal                          | 1934-05-15   |
| Hays          | Charles Melville Hays                | Rock Island                         | 1856-05-16        | océan Atlantique Nord             | 1912-04-15   |
| Heavysege     | Charles Heavysege (en)               | Huddersfield                        | 1816-05-02        | Montréal                          | 1876-07-14   |
| Holt          | Herbert Samuel Holt                  | Irelande                            | 1856-02-12        | Montréal                          | 1941-09-29   |
| Howe          | Clarence Decatur Howe                | Waltham                             | 1886-01-15        | Montréal                          | 1960-12-31   |
| Leonowens     | Anna Leonowens                       | Ahmadnagar                          | 1831-11-06        | Montréal                          | 1915-01-19   |
| MacKay        | Robert Mackay                        | Caithness                           | 1840-02-24        |                                   | 1916-12-25   |
| Mathewson     | James Arthur Mathewson               | Montréal                            | 1890-06-26        | Montréal                          | 1963-08-23   |
| McConnell     | John Wilson McConnell                | municipalité de district de Muskoka | 1877-07-01        |                                   | 1963-11-06   |
| McCord        | David Ross McCord                    | Montréal                            | 1844-03-18        | Guelph                            | 1930-04-12   |
| McGill        | Peter McGill                         | Wigtownshire                        | 1789-08           | Montréal                          | 1860-09-28   |
| McIntyre      | Duncan McIntyre (en)                 | Callander                           | 1834-12-23        | Montréal                          | 1894-06-13   |
| McKiernan     | Charles McKiernan                    | comté de Cavan                      | 1835              | Montréal                          | 1889-01-15   |
| Meredith      | Vincent Meredith                     | London                              | 1850-02-27        | Montréal                          | 1929-02-24   |
| Meredith      | Charles Meredith (en)                | London                              | 1854-12-17        | Montréal                          | 1928-01-07   |
| Meredith      | Frederick Edmund Meredith (en)       | Québec                              | 1862-01-16        | Montréal                          | 1941-09-23   |
| Meredith      | William Campbell James Meredith (en) | Montréal                            | 1904-02-06        | Montréal                          | 1960         |
| Minkins       | Shadrach Minkins (en)                | Norfolk                             | 1814              | Montréal                          | 1875-12-13   |
| Molson        | John Molson                          | Spalding                            | 1763-12-28        | Boucherville                      | 1836-01-11   |
| Molson        | Hartland Molson                      | Montréal                            | 1907-05-29        | Montréal                          | 2002-09-28   |
| Monk          | Frederick Arthur Monk                | Montréal                            | 1884-07-16        | Montréal                          | 1954-02-16   |
| Morenz        | Howie Morenz                         | Mitchell                            | 1902-09-21        | Montréal                          | 1937-03-08   |
| Morgan        | Henry Morgan                         | Saline                              | 1819-11-14        | Montréal                          | 1893-12-12   |
| Morris        | Alexander Webb Morris (en)           | Brockville                          | 1856              | Lachine                           | 1935-03-30   |
| Nesbitt       | Arthur Deane Nesbitt (en)            | Westmount                           | 1910-11-16        | Montréal                          | 1987-02-22   |
| Nesbitt       | Arthur James Nesbitt                 | Saint-Jean                          | 1880-08-19        | Montréal                          | 1954-10-24   |
| Nesbitt       | J. Aird Nesbitt (en)                 | Westmount                           | 1907-03           | Westmount                         | 1985-11-14   |
| Ogilvie       | Alexander Walker Ogilvie             | Bas-Canada                          | 1829-05-07        | Montréal                          | 1902-03-31   |
| Ogilvie       | William Watson Ogilvie               | Montréal                            | 1835-02-15        | Montréal                          | 1900-01-12   |
| Redpath       | John Redpath                         | Earlston                            | 1796              | Montréal                          | 1869-03-05   |
| Reford        | Robert Wilson Reford                 | Montréal                            | 1867              |                                   | 1951         |
| Savage        | Anne Douglas Savage                  | Montréal                            | 1896-07-27        | Montréal                          | 1971-03-25   |
| Scott         | Francis Reginald Scott               | Québec                              | 1899-08-01        |                                   | 1985-01-30   |
| Simpson       | George Simpson                       | Highland                            | 1787              | Lachine                           | 1860-09-07   |
| Small         | Charlotte Small (en)                 | Île-à-la-Crosse                     | 1785-09-01        | Longueuil                         | 1857-05-04   |
| Stairs        | Denis Stairs (en)                    | Halifax                             | 1889-05-03        |                                   | 1980-01-14   |
| Stephens      | George Washington Stephens           | Swanton (Vermont)                   | 1832-09-22        | Montréal                          | 1904-06-20   |
| Thompson      | David Thompson                       | Westminster                         | 1770-04-30        | Longueuil                         | 1857-02-10   |
| Torrance      | David Torrance (en)                  | New York                            | 1805              | Montréal                          | 1876-01-29   |
| Torrance      | John Torrance                        | Larkhall                            | 1786-06-08        | Montréal                          | 1870-01-20   |
| Workman       | Thomas Workman                       | Lisburn                             | 1813-06-17        | Montréal                          | 1889-10-09   |
| Workman       | William Workman                      | Lisburn                             | 1807-05           | Montréal                          | 1878-02-23   |
| Young         | John Francis Young                   | Kidderminster                       | 1893-01-14        | Sainte-Agathe-des-Monts           | 1929-11-07   |
| Zeller        | Walter P. Zeller (en)                | Comté de Waterloo                   | 1890-10-21        | Montréal                          | 1957-08-25   |